# Вапниця (Старгардський повіт)
Вапниця (пол. Wapnica, нім. Ravenstein) — село в Польщі, у гміні Сухань Старгардського повіту Західнопоморського воєводства.
Населення — 697 осіб (2011).
У 1975-1998 роках село належало до Щецинського воєводства.

## Демографія
Демографічна структура станом на 31 березня 2011 року:
|          | Загалом | Допрацездатний вік | Працездатний вік | Постпрацездатний вік |
| -------- | ------- | ------------------ | ---------------- | -------------------- |
| Чоловіки | 358     | 65                 | 267              | 26                   |
| Жінки    | 339     | 52                 | 212              | 75                   |
| Разом    | 697     | 117                | 479              | 101                  |